# Oxynotus centrina
L'Oxynotus centrina (Linnaeus, 1758) appartiene al genere Oxynotus ed alla famiglia Oxynotidae. È noto comunemente come pesce porco.

## Areale
Vivono nell'Oceano Atlantico Orientale e nel Mar Nero. A Nord sono stati osservati nel Mediterraneo e nel Golfo di Biscaglia fino alla Cornovaglia, a Sud fino al Senegal.

## Habitat
Sono stati rinvenuti a profondità comprese tra 100 e 700 metri.

## Aspetto
Raggiungono lunghezze massime di 1.5 metri. Questa specie di piccole dimensioni ha una morfologia molto particolare: il corpo è piuttosto alto per via della pinna dorsale allungata e la pelle è riconoscibile per i caratteristici puntini chiari.. Il resto del corpo è uniforme e di colore marroncino-grigiastro.

## Conservazione
Si tratta di una specie molto vulnerabile

## Riproduzione
La specie è ovovivipara.

## Alimentazione
Si nutrono di policheti.

## Interazioni con l'uomo
La loro carne è utilizzata fresca, sottolio, affumicata, essiccata e salata per il consumo umano.